# Ladislav Mňačko
Ladislav Mňačko (Valašské Klobouky, 28 febbraio 1919 – Bratislava, 24 marzo 1994) è stato uno scrittore, poeta e drammaturgo slovacco.

## Biografia
Trascorse l'infanzia e l'adolescenza a Martin, dove si formò come commesso di farmacia e in seguito come operaio nell'edilizia. Nel 1939 tentò invano di trasferirsi in Unione Sovietica, nel 1940 tentò di passare il confine tedesco-olandese, ma fu incarcerato in campo di concentramento e condannato ai lavori forzati in Germania. Nel 1944 riuscì a evadere e prese parte alla Seconda guerra mondiale nelle file dei partigiani. 
Nel 1945 divenne membro del Partito Comunista di Cecoslovacchia. All'inizio degli anni 1950, in quanto perfettamente allineato al regime comunista, era fra i giornalisti più prominenti. Dal 1945 al 1953 fu redattore di Rudé právo e della Pravda, dal 1954 al 1966 fu corrispondente in diversi paesi europei e asiatici. Nel 1956 divenne caporedattore del giornale Kultúrny život ("Vita culturale"). Nel corso del tempo smarrì il suo entusiasmo per il comunismo; fu annoverato infine tra gli oppositori più intransigenti del regime e pertanto fu perseguitato. 
Nell'autunno del 1967 emigrò in Israele per protestare contro la posizione cecoslovacca nella Guerra dei sei giorni. Quando fece ritorno in patria qualche mese più tardi, gli fu negata la cittadinanza cecoslovacca. Emigrò una seconda volta, questa volta per un periodo più lungo, subito dopo l'intervento militare del Patto di Varsavia nell'agosto del 1968 e si stabilì in Austria vicino a Eisenstadt. Fu espulso dall'Unione degli scrittori slovacchi, le sue opere furono proibite e scomparvero dai libri di testo.
Mňačko nel 1989 tornò in Cecoslovacchia. Si oppose decisamente all'indipendenza della Slovacchia e dopo la divisione scelse polemicamente di risiedere a Praga. Tuttavia, chiuse i suoi giorni a Bratislava, dopo un breve ricovero durante una delle sue visite in Slovacchia. Fu sepolto a Lukovištia.

## Attività
Ai suoi esordi letterari si impegnò per lo più come poeta e drammaturgo e la sua attività fu espressione del suo impegno politico. Si rivolse alla prosa solo in seguito, quando pubblicò la raccolta di racconti Marxova ulica ("Via Marx"), ma non riscosse successo fino al 1959, quando uscì il suo romanzo autobiografico Smrť sa volá Engelchen ("La morte si chiama Engelchen"), che fu trasposto cinematograficamente da Ján Kadár e da Elmar Klos nel film "La battaglia di Engelchen". Nei primi anni 1960 rivelò i retroscena dei processi politici del decennio precedente in Oneskorené reportáže ("Reportage posticipato"), la cui importanza è stata paragonata all'opera di Aleksandr Solženicyn.
Durante l'esilio si dedicò intensivamente alla scrittura e pubblicò le sue opere soprattutto in tedesco. Fu autore di un'intera seria di sceneggiature televisive, di cui nove furono realizzate, di otto libri di prosa e dei saggi politici Agresori ("Aggressori") e Siedma noc ("Settima notte").
Dopo "Ponti verso est", scrive un romanzo-accusa sulla gerarchia comunista, "Il gusto del potere" e scrisse altri romanzi mentre era in esilio.

## Opere

### Romanzi
- 1959 – Smrť sa volá Engelchen ("La morte si chiama Engelchen"), un famoso romanzo basato sull'esperienza di guerra dell'autore, tradotto in molte lingue del mondo; descrive il destino del villaggio valacco di Ploština, collegato alla problematica del movimento partigiano in Moravia e in Slesia; in modo eccellente tratteggia psicologicamente gli eroi - il partigiano Voloď (la personificazione dell'autore) e l'ebrea Marta, che lo ama e ottiene dai tedeschi informazioni per i partigiani, ma si arrende per paura.
- 1966 – Nočný rozhovor ("Intervista notturna")
- 1968 – Ako chutí moc ("Il gusto del potere"), romanzo breve; sul potere ipnotico che può avere un regime totalitario. Il fotografo Frank, al funerale del suo ex amico, che visse gli ultimi anni da funzionario comunista lasciandosi alle spalle detriti morali, riflette su cosa sia il potere e qual è il suo effetto.
- 1972 – Súdruh Münchhausen ("Il compagno Münchhausen"), un romanzo satirico con un tocco orwelliano; una guida grottesca alla storia postbellica del Partito Comunista Cecoslovacco, in cui i veri storici escono hanno nomi solo leggermente cambiati (Gustáv Husák diventa Husár, Klement Gottwald diventa Gotles)

### Reportage politici
- 1949 – Izrael ("Israele")
- 1950 – Albánska reportáž ("Reportage albanese")
- 1950 – Proces proti velezradným fabrikantom, veľkostatkárom a zapredancom (Žingor a jeho spoločníci pred Štátnym súdom) ("Un processo contro i traditori industriali, proprietari terrieri e venduti (Žingor e i suoi sodali davanti al Tribunale di Stato")
- 1954 – Dobrodružstvo vo Vietname ("Amicizia in Vietnam")
- 1955 – Vody Oravy ("Le acque dell'Orava"), descrive la costruzione del socialismo in Slovacchia
- 1958 – Ďaleko je do Whampoa ("È lontano da Whampo")
- 1960 – U2 sa nevracia ("Gli U2 non ritornano"), commenta l'abbattimento dell'aereo da ricognizione americano avvenuto vicino a Sverdlovsk il 1º maggio 1960 e il processo al pilota Francis Gary Powers
- 1961 – Já, Adolf Eichmann, sul processo di Gerusalemme al responsabile dello sterminio di milioni di ebrei
- 1962 – Kde končia prašné cesty ("Dove finiscono le strade polverose"), sulla Slovacchia contemporanea
- 1963 – Oneskorené reportáže ("Reportage posticipato"), sui processi politici degli anni 1950
- 1979 – Na východ od Inturistu ("All'est con Inturist")

### Saggi
- 1958 – Čo nebolo v novinách ("Quello che non c'era sui giornali")
- 1968 – Agresori ("Aggressori")
- 1968 – Siedma noc. Skúsenosti a obžaloba jedného komunistu, "Settima notte. Esperienze e persecuzione di un comunista.", in questo saggio politico rievoca l'atmosfera dell'ultima settimana di agosto del 1968

### Racconti e novelle
- 1957 – Marxova ulica ("Via Marx"), una raccolta di racconti con elementi autobiografici tratti dalla vita della gente comune, in cui la fratellanza con l'Unione Sovietica è ampiamente idealizzata; le vicende finiscono sempre in via Marx, che simboleggia la sicurezza domestica
- 1965 – Dlhá biela prerušovaná čiara ("Una lunga linea bianca spezzata"), novella, riflessione sull'insensatezza della vita
- 1966 – Nočný rozhovor ("Intervista notturna")
- 1966 – Jazvy ostali ("Le cicatrici sono rimaste"), racconti antifascisti tratti da Kde končia prašné cesty e Oneskorené reportáže
- 1973 – Jeden prežije ("Uno sopravvive"), racconti
- 1976 – Slávnostný prejav ("Un discorso solenne") – prosa parodistica, satira sullo stile di vita occidentale
- 1978 – Gigant ("Il gigante"), prosa parodistica, superthriller parodia della letteratura dei best seller

### Sceneggiature
- 1972 – Smrť ministra ("La morte del ministro")
- 1972 – Maják ("Il faro")
- 1973– Niekto ma chce zabiť ("Qualcuno mi deve uccidere")

### Poesie
- 1946 – Bubeníci toreádori ("Araldi toreadori")
- 1950 – Piesne ingotov ("Canzoni dei lingotti")
- 1954 – Bubny a činely ("Tamburi e piatti")

### Opere teatrali
- 1953 – Mosty na východ ("Ponti verso est")
- 1954 – Živá voda ("Acqua viva")